# Pilar González Casado
Pilar González Casado (Madrid, 1964) es catedrática española de Literatura árabe cristiana en la Universidad Eclesiástica San Dámaso (UESD). Es el primer titular en el mundo en ocupar dicha cátedra. Desde septiembre de 2020 es decana de la facultad de Literatura Cristiana y Clásica San Justino (FLCC) de la UESD.

## Biografía
Tras licenciarse en Filología Árabe e Islam por la Universidad Autónoma de Madrid (1987), se doctoró en Filología Árabe por la Universidad Complutense de Madrid (2000), con una tesis sobre los Evangelios Apócrifos de la Dormición de la Virgen, en árabe desde el punto de vista lingüístico.
En 1992 comenzó a impartir clases de lengua árabe y siriaca en el Instituto de San Justino, posteriormente Universidad Eclesiástica San Dámaso. A partir del 2010, también imparte clases de Literatura árabe cristiana en un máster.
En marzo de 2019, el cardenal Carlos Osoro, como Gran Canciller de la UESD, nombró catedrática de Literatura árabe cristiana a la profesora González Casado. Es la primera cátedra de este tipo a nivel internacional. Da clases en diversas materias: lengua árabe, lengua siriaca, lectura de textos árabes y literatura árabe cristiana. El principal objetivo de esta cátedra es investigar y divulgar la producción literaria de los cristianos del Próximo Oriente que, originalmente empleaban otras lenguas del Oriente cristiano, tales como: griego, siriaco, copto, etiópico, georgiano o armenio, para expresar su fe y que, tras la llegada del islam, se arabizaron. Cronológicamente, comenzó el siglo VIII y se desarrolla hasta el presente. Su Edad de Oro se desarrolló entre los siglos IX y XIII.
"La literatura árabe cristiana recoge la producción literaria de los autores cristianos de Oriente Próximo que, tras la llegada del Islam se arabizaron, abandonando paulatinamente otras lenguas literarias cristianas como el griego, el siriaco, el copto, el etiópico, que fueron suplantadas por el árabe, la lengua de la nueva religión y del nuevo sistema político”.
Está casada, es madre de tres hijos y abuela de cinco nietos.